# Trentemøller EP
Trentemøller EP è il primo EP del musicista danese Trentemøller, pubblicato il 28 agosto 2003 dalla Naked Music Recordings.

## Tracce
Lato A
1. Le Champagne – 7:37

Lato B
1. In Progress – 7:24

## Formazione
- Anders Trentemøller – produzione, arrangiamento
- Dave Boonshoft – produzione esecutiva
- Bruno Ybarra – produzione esecutiva
- J. Mark Andrus – montaggio, mastering